# Epeiromulona roseata
Epeiromulona roseata là một loài bướm đêm thuộc phân họ Arctiinae, họ Erebidae.